# Massimo Strazzer
Massimo Strazzer est un  coureur cycliste italien né le 17 août 1969 à Zevio.

## Biographie
Spécialiste du sprint, Massimo Strazzer participe à plusieurs reprises au Tour d'Italie. Il n'y gagne pas de victoires d'étapes, mais remporte en 2001 le classement par points et en 2002 le classement de l'Intergiro. Il met un terme à sa carrière de coureur en 2004, après une saison sans victoire marquée par une lourde chute sur le Tour d'Italie.

## Palmarès

### Palmarès amateur
- 1990
  - Grand Prix de Roncolevà
  - 3e de la Coppa San Geo
  - 3e du Trofeo Zssdi

### Palmarès professionnel
- 1992
  - 1re étape de la Semaine cycliste internationale
- 1993
  - 8e étape de Tirreno-Adriatico
- 1994
  - 1re, 2e et 4e étapes du Tour du Portugal
- 1995
  - 5e étape du Tour du Vaucluse
  - 7e étape du Tour du Portugal
- 1996
  - 3ea étape des Trois Jours de La Panne
- 1997
  - 3e étape du Tour méditerranéen
  - Clásica de Almería
  - 1re et 3e étapes du Tour de Murcie
  - 3e du Trophée Luis Puig
- 1998
  - 5e étape du Tour de la Communauté valencienne
  - Prologue et 4ea étape du Tour de Suède
- 1999
  - 2e étape de Tirreno-Adriatico
  - 2e étape du Tour de Pologne
  - 3e du Grand Prix de la côte étrusque
- 2000
  - 3e étape du Tour de Bavière
- 2001
  - Tour d'Italie :
    -  Classement par points
    -  Classement intergiro
    - Prix de la combativité
- 2002
  - 2e, 3e et 4ea étapes du Circuit de la Sarthe
  - Clásica de Almería
  - Tour du Stausee
  - Tour d'Italie :
    -  Classement intergiro
    - Prix de la combativité
- 2003
  - 2e étape du Circuit de la Sarthe
  - 3e étape du Tour de Bavière
  - 2e de la Clásica de Almería

### Résultats sur les grands tours

#### Tour de France
1 participation
- 1997 : abandon (9e étape)

#### Tour d'Italie
9 participations
- 1992 : 140e
- 1994 : abandon
- 1995 : abandon
- 1996 : abandon
- 1998 : 91e
- 1999 : 108e
- 2001 : 94e,  vainqueur du  classement par points, vainqueur du  classement intergiro et du prix de la combativité
- 2002 : 116e, vainqueur du  classement intergiro et du prix de la combativité
- 2004 : abandon (non-partant 10e étape)

#### Tour d’Espagne
2 participations
- 1994 : abandon
- 1998 : abandon